# Ardisia rimiformis
Ardisia rimiformis är en viveväxtart som beskrevs av C.L. Lundell. Ardisia rimiformis ingår i släktet Ardisia och familjen viveväxter. Inga underarter finns listade i Catalogue of Life.